# Kardiologi
Kardiologi (från  grekiska καρδίᾱ kardiā, "hjärta") är en gren inom internmedicinen och omfattar studiet av hjärtats funktioner och sjukdomar, inklusive ärftliga hjärtsjukdomar, sjukdomar i hjärtats kranskärl, hjärtsvikt, hjärtklaffar samt i hjärtats elektrofysiologi. En läkare som har fullfört sin specialistutbildning inom kardiologi kallas för kardiolog. Inom kardiologin finns det tre överordnade specialområden: elektrofysiologi, kardiologisk bilddiagnostik och ischemisk hjärtsjukdom. 
Kardiologer samverkar ofta i sjukvården med andra specialiteter som hanterar hjärtpatienter. Dit hör: 
- Thoraxkirurgi, där man utför operativa ingrepp på hjärta och lungor.
- Thoraxradiologi som gör olika röntgenundersökningar såsom CT, hjärt-MR, angiografi och minimalinvasiva ingrepp som  PTA (perkutan transluminell angioplastik), där man kan ballongvidga trånga kranskärl och även sätta in stent (stödrör) i dem.
- Klinisk fysiologi som gör undersökningar, bland annat EKG, arbetsEKG och ekokardiografi (och på vissa sjukhus myokardscintigrafi och/eller hjärt-MR).